# 城旦舂
城旦舂是中國秦代、漢代時期的一種刑罰，屬於徒刑。城旦是針對男犯人的刑罰，其意思是“治城”，即築城；舂是針對女犯人的刑罰，其意思是“治米”，即舂米。男女差役的分別卻並非一成不變，而是可以因應情況而調整的。在漢文帝刑罰改革以前，城旦舂是無期徒刑；改革後，刑期最高為六年。

## 分類

### 漢文帝刑罰改革前的徒刑
從傳世文獻和出土文獻可見，漢文帝刑罰改革前的徒刑按照刑罰的輕重分類，由重至輕可以分為城旦舂、鬼薪白粲、隸臣妾和司寇四種。城旦舂是僅亞於死刑的刑罰。城旦舂與鬼薪白粲屬於同一刑罰等級，而其他兩種徒刑隸臣妾、司寇屬於其他較輕的刑罰等級。“候”作為一種刑名，在《秦簡》中有所反映，但到漢初可能已經廢除，漢文帝刑制改革也沒有涉及候。
- 城旦舂：秦代分為斬黥城旦舂、黥劓城旦舂、斬城旦舂、黥城旦舂、完城旦舂、系城旦舂六種；漢代分為斬城旦舂、黥城旦舂、完城旦舂、系城旦舂四種；漢文帝以後分為髡鉗城旦舂、完城旦舂兩種。城旦舂之服刑者要築城、舂米外，還要兼及田間勞動、手工業勞動（如：青銅器製作）等。一般來說，城旦（男性）較舂（女性）的工作量大。
- 鬼薪白粲：秦代分為刑鬼薪白粲、鬼薪白粲兩種；漢代只有鬼薪白粲一種。
- 隸臣妾：秦代分為刑隸臣妾、耐隸臣妾、隸臣妾三種；漢代只有後兩種。
- 司寇：秦代和漢代都分為耐司寇和司寇兩種。
- 候：秦代獨有的徒刑，在《秦簡》中有所反映；漢代不設立。

#### 權利
|                                    | 城旦舂      | 鬼薪白粲    | 隸臣妾        | 司寇          | 候            |
| ---------------------------------- | ----------- | ----------- | ------------- | ------------- | ------------- |
| 起訴權（可否起訴他人）             | 無          | 無          | 有            | 有            | 有            |
| 輕判權（如再犯，自首是否獲得輕判） | 無          | 無          | 有            | 有            | 有            |
| 免罪權（如捕獲盜鑄銅錢死罪犯）     | 2人免為庶人 | 2人免為庶人 | 3人免為庶人   | 3人免為庶人   | 3人免為庶人   |
| 私人財產                           | 無          | 無          | 有            | 有            | 有            |
| 私人時間                           | 無          | 無          | 有            | 有            | 有            |
| 人身支配權                         | 國家所有    | 國家所有    | 私人/家族所有 | 私人/家族所有 | 私人/家族所有 |
| 刑期                               | 無期        | 無期        | 有期          | 有期          | 有期          |

#### 刑罰
|                                  | 城旦         | 舂       | 鬼薪         | 白粲         | 隸臣                                 | 隸妾         |
| -------------------------------- | ------------ | -------- | ------------ | ------------ | ------------------------------------ | ------------ |
| 基本勞動                         | 築城         | 舂米     | 為祭祀而砍柴 | 為祭祀而做飯 | 雜役（送信、聽差等，持特殊技藝者免） | 雜役         |
| 特殊勞動                         | 守署         | 田間勞動 | 無           | 無           | 田間勞動、監管城旦舂等               | 監管城旦舂等 |
| 手工業勞動                       | 青銅器製造等 | 較男性少 | 青銅器製造等 | 較男性少     | 青銅器製造等（持專業技藝者優先）     | 較男性少     |
| 穿衣限制（秦代）                 | 紅色囚服     | 紅色囚服 | 紅色囚服     | 紅色囚服     | 無                                   | 無           |
| 刑具佩戴（秦代）                 | 有           | 有       | 有           | 有           | 無                                   | 無           |
| 刑期                             | 無期         | 無期     | 無期         | 無期         | 有期                                 | 有期         |
| 連坐情況（妻子兒女是否沒收為奴） | 是           | 是       | 是           | 是           | 否                                   | 否           |

### 漢文帝刑罰改革前的城旦舂
從傳世文獻和出土文獻可見，城旦舂從刑罰的輕重分類，由重至輕可以分為斬黥城旦舂、黥劓城旦舂、斬城旦舂、黥城旦舂、完城旦舂、系城旦舂六種。六種城旦舂都是秦代的通行刑罰，而漢代則只使用後四種刑罰。
- 斬黥城旦舂：是無期徒刑和肉刑的結合。城旦舂是徒刑，斬是切掉左腳趾（如左腳趾已被斬，再斬右腳趾），黥是在臉上刻字。是死刑、宮刑以下最嚴重的判罰。
- 黥劓城旦舂：是無期徒刑和肉刑的結合。城旦舂是徒刑，黥是在臉上刻字，劓是切掉鼻子。
- 斬城旦舂：是無期徒刑和肉刑的結合。城旦舂是徒刑，斬是切掉左腳趾（如左腳趾已被斬，再斬右腳趾）。
- 黥城旦舂：是無期徒刑和肉刑的結合。城旦舂是徒刑，黥是在臉上刻字。
- 完城旦舂：是一種作為正式刑罰的無期徒刑。完，完好之意，用以區別於同時服肉刑的城旦舂服刑者。完城旦舂之服刑者累犯耐罪，會被追加黥刑，變成黥城旦舂。
- 系城旦舂：是一種作為附加刑的有期徒刑。系城旦舂可以是對累犯者追加的附加刑，也可以是對初犯者判處的附加刑。通常附加於耐隸臣妾之上，而不會附加於耐鬼薪白粲和耐司寇之上。一般來說，當犯人已經被判耐隸臣妾，而服刑期間逃亡或犯耐罪，會被追加判罰系城旦舂的徒刑。暫時所見，針對累犯者的系城旦舂的刑期有六年（“六歲”）、三年（“三歲”）、三年以下（“三歲以下”）和一年（“一歲”）四種。[4]耐隸臣妾犯耐罪以下，追加系城旦舂三年，在此期間逃亡，追加系城旦舂六年。再逃亡或犯耐罪，才被判處完城旦舂。針對初犯者而言，凡逃亡不足一年者，都會被判處一年以下的系城旦舂；而逃亡一年以上，因已經犯上耐罪，則會直接被判處耐刑，變成耐隸臣妾。針對初犯者的系城旦舂，性質也是一種附加刑。[3]

### 漢文帝刑罰改革後的徒刑
漢文帝刑罰改革後的徒刑按照刑罰的輕重分類，由重至輕可以分為髡鉗城旦舂、完城旦舂、鬼薪白粲、隸臣妾和司寇五種。東漢以後，城旦舂除了築城和舂米外，還可以包含其他的勞役。
- 髡鉗城旦舂：刑期六年的有期徒刑，並且同時要受髡刑和鉗刑。髡，剃頭之意。鉗，用鐵圈束脖子之意。剛開始廢除肉刑後，是死刑以下的最高刑罰，但後來在此之上出現了流刑、徙刑，並慢慢演變成隋代、唐代的“死、流、徙、笞、杖”的刑罰體制。
- 完城旦舂：刑期五年的有期徒刑。
- 鬼薪白粲：刑期四年的有期徒刑。
- 隸臣妾：刑期三年的有期徒刑。
- 司寇：刑期二年的有期徒刑。

## 意義
城旦舂和其他秦代、漢代的徒刑存在於早期中國刑罰從肉刑到有期徒刑的過渡期。在周代，刑罰以墨刑、劓刑、刖刑、宮刑、殺刑五種為主，都是肉刑；而秦代、漢代則以城旦舂、鬼薪白粲、隸臣妾、司寇、候為主，都是徒刑；體現了國家刑罰體制從肉刑為主到徒刑為主的過渡。漢文帝時宣佈廢除肉刑，並且將最高刑罰的徒刑城旦舂從無期徒刑改為六年或以下的有期徒刑，也是國家刑法體制從肉刑、無期徒刑到有期徒刑的過渡。